# Mareuil-la-Motte
Mareuil-la-Motte és un municipi francès, situat al departament de l'Oise i a la regió dels Alts de França. L'any 2007 tenia 597 habitants.

## Demografia

### Població
El 2007 la població de fet de Mareuil-la-Motte era de 597 persones. Hi havia 213 famílies de les quals 31 eren unipersonals (23 homes vivint sols i 8 dones vivint soles), 78 parelles sense fills, 91 parelles amb fills i 13 famílies monoparentals amb fills.
La població ha evolucionat segons el següent gràfic:
Habitants censats

### Habitatges
El 2007 hi havia 237 habitatges, 212 eren l'habitatge principal de la família, 17 eren segones residències i 8 estaven desocupats. 233 eren cases i 4 eren apartaments. Dels 212 habitatges principals, 183 estaven ocupats pels seus propietaris, 23 estaven llogats i ocupats pels llogaters i 7 estaven cedits a títol gratuït; 8 tenien dues cambres, 34 en tenien tres, 48 en tenien quatre i 122 en tenien cinc o més. 143 habitatges disposaven pel capbaix d'una plaça de pàrquing. A 72 habitatges hi havia un automòbil i a 126 n'hi havia dos o més.

### Piràmide de població
La piràmide de població per edats i sexe el 2009 era:
| Homes | Edats   | Dones |
| ----- | ------- | ----- |
| 0     | 95 o +  | 0     |
| 0     | 90 a 94 | 0     |
| 0     | 85 a 89 | 8     |
| 0     | 80 a 84 | 0     |
| 0     | 75 a 79 | 0     |
| 16    | 70 a 74 | 8     |
| 8     | 65 a 69 | 20    |
| 0     | 60 a 64 | 4     |
| 8     | 55 a 59 | 8     |
| 16    | 50 a 54 | 8     |
| 20    | 45 a 49 | 24    |
| 40    | 40 a 44 | 24    |
| 28    | 35 a 39 | 28    |
| 28    | 30 a 34 | 44    |
| 12    | 25 a 29 | 20    |
| 20    | 20 a 24 | 8     |
| 8     | 15 a 19 | 4     |
| 36    | 10 a 14 | 28    |
| 28    | 5 a 9   | 20    |
| 36    | 0 a 4   | 20    |

## Economia
El 2007 la població en edat de treballar era de 402 persones, 300 eren actives i 102 eren inactives. De les 300 persones actives 269 estaven ocupades (150 homes i 119 dones) i 32 estaven aturades (15 homes i 17 dones). De les 102 persones inactives 27 estaven jubilades, 35 estaven estudiant i 40 estaven classificades com a «altres inactius».

### Ingressos
El 2009 a Mareuil-la-Motte hi havia 214 unitats fiscals que integraven 607 persones, la mediana anual d'ingressos fiscals per persona era de 18.645 €.

### Activitats econòmiques
Dels 9 establiments que hi havia el 2007, 2 eren d'empreses de construcció, 1 d'una empresa de comerç i reparació d'automòbils, 3 d'empreses d'hostatgeria i restauració, 2 d'empreses de serveis i 1 d'una empresa classificada com a «altres activitats de serveis».
Dels 4 establiments de servei als particulars que hi havia el 2009, 1 era un taller de reparació d'automòbils i de material agrícola, 1 fusteria, 1 lampisteria i 1 restaurant.
L'any 2000 a Mareuil-la-Motte hi havia 10 explotacions agrícoles que ocupaven un total de 623 hectàrees.

## Equipaments sanitaris i escolars
El 2009 hi havia una escola elemental.

## Poblacions més properes
El següent diagrama mostra les poblacions més properes.